# Talk show

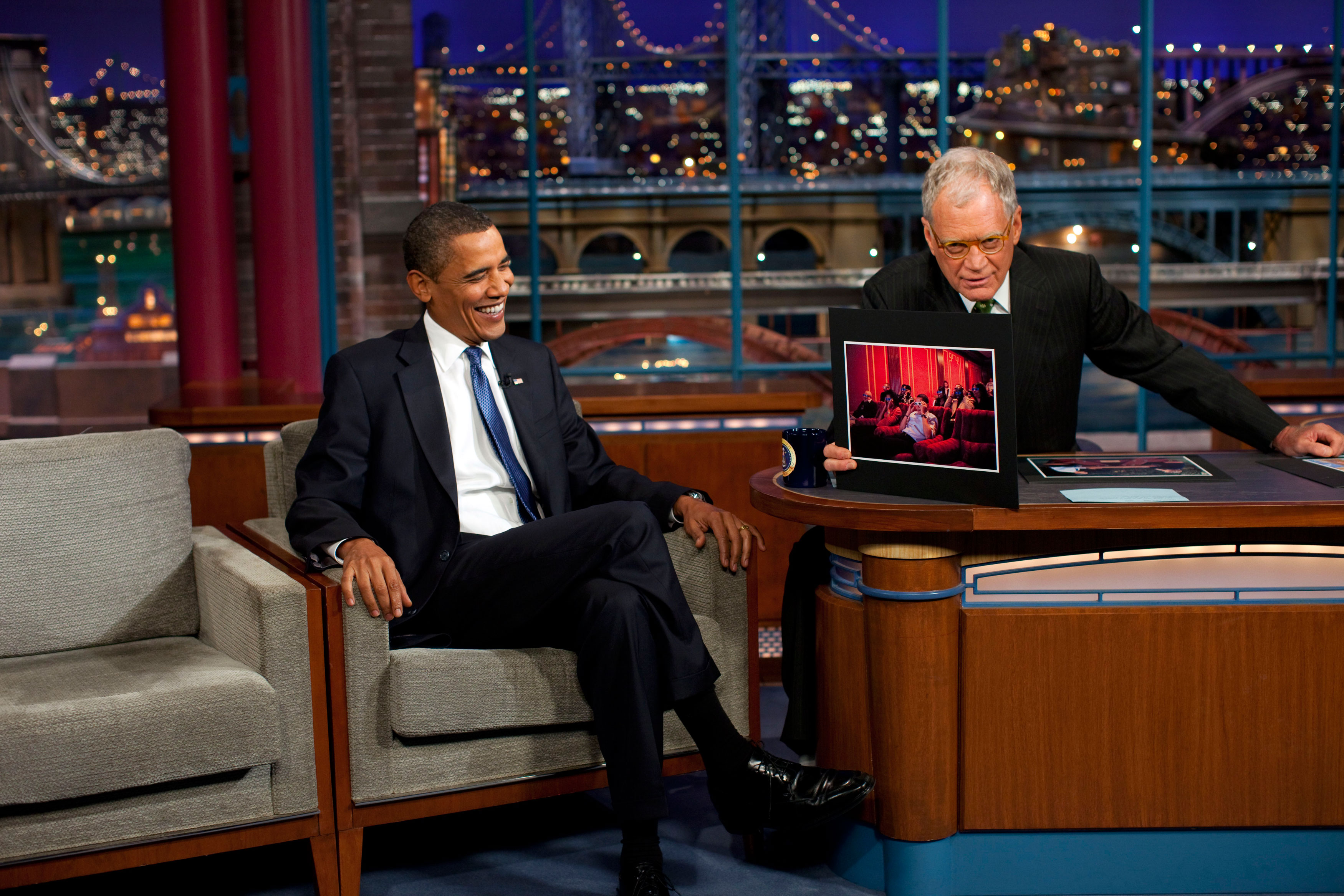
Americký prezident Barack Obama v noční talk show Davida Lettermana

Talk show je televizní či rozhlasový pořad, kde moderátor s pozvanými hosty vede rozhovory, ty jsou prokládány hudebními či jinými kulturními vystoupeními nebo projekcemi krátkých ukázek.

## Definice
Neexistuje jedna univerzální definice toho, co je označováno pojmem talk show. Původně jde o rozhlasový žánr, proto se talk show řadí do zvukových televizních žánrů, neboť se klade důraz na mluvený projev. Termín „talk show“ se však začal používat až v polovině 60. let 20. století, přestože různé typy diskusních pořadů se v televizním vysílání objevovaly již od jejích počátků. Bernard Timberg definuje talk show jako „televizní pořad, který je strukturován okolo konverzace samé.“ Aktéry konverzace se stávají moderátor, host i publikum. Jeremy Orlebar klade důraz na diváky a talk show chápe jako televizní obdobu veřejné debaty, kde se probírají aktuální témata, o něž se publikum zajímá. Ústředními tématy talk shows jsou tedy aktuální události a zábavní průmysl.
V počátcích žánru se v těchto pořadech vyskytovaly zejména dialogy, rozhovory a komentáře. V současné době je doplňuje vizuální složka (např. scénky, videoklipy). Zejména ve Spojených státech vzhledem ke své popularitě se talk show stávají činitelem společenského, kulturního i politického dění. Oblíbené pořady a jejich moderátoři mohou nastolovat agendu, o čem se bude veřejně mluvit, mohou mobilizovat diváky, přinášejí populární osvětu a pomocí nepříjemných dotazů a nekorektnosti hrát politickokritickou úlohu.

## Historie
První talk show se objevovaly v rozhlase ve 20. letech 20. století. První rozhlasová talk show byla odvysílána v roce 1921 a do konce 20. let se vynořilo 21 podobných pořadů, které se zaměřovaly na různá témata – náboženství, kutilství či veřejné záležitosti. Moderátor neformálně promlouval k posluchačům, zároveň působil jako expert, který je má vzdělávat a poučovat o věcech, které jim byly vzdálené. Moderátoři sdělovali své pocity z knih či zážitky se známými osobnostmi. Od 30. let byla převážně jednosměrná komunikace nahrazována interaktivitou, když pořad Vox Populi začal vysílat rozhovory s lidmi na ulici. Vývoj televizní talk show kopíruje vývoj televizního vysílání.
Rozhlasová i televizní talk show přebírala již známé komunikační postupy, které přetvořila do oblíbené, ale nenákladné formy zábavy a sdílení informací. Inspiraci čerpala z forem vaudeville, varieté, music hall, které se skládaly z řady zábavných a hudebních výstupů, a z amerického hnutí Chautauqua, které na přelomu 19. a 20. století přinášelo zábavně-vzdělávací vystoupení na venkov. Ve hnědých stanech se odehrávaly série přednášek, rozhovorů, vystoupení s intelektuály, učiteli, duchovními, ale i baviči a hudebníky. Právě odtud přejaly zájem o známé a zajímavé osobnosti, zájem o aktuální společenské dějí a debatu o specializovaných tématech.
V České republice se talk show začaly objevovat až po roce 1989, kdy televizní stanice převzaly modely ze západní kultury.

## 5 nepsaných pravidel
Podle Bernarda Timberga existuje pět nepsaných pravidel, která má většina tradičních talk show.
1. Moderátor je středobodem pořadu.
2. Talk show se odehrává v „přítomném čase“ (má atmosféru živého vysílání, i když se předtáčí).
3. Privátní konverzace mezi moderátorem a hostem a mezi moderátorem a publikem (pomocí přímých oslovení) má navodit neformální atmosféru, při níž lze načínat i osobní témata.
4. Slova znamenají peníze. Produkce vnímá talk show jako levný pořad s velkým a loajálním publikem. Honorován je zpravidla pouze moderátor, hosté mají vzhledem ke sledovanosti zájem se pořadu zúčastnit i bez odměny, neboť celebrity, politici i „obyčejní lidé“ pořad berou jako příležitost ke zviditelnění. Zároveň bývají součástí vložené reklamy a product placementy.
5. Spontaneita, kdy má pořad budit dojem živého vysílání a spontánnosti. To však bývá iluzorní, neboť se pořad musí řídit pravidly televizního média (stopáž, komerční požadavky, licence), proto bývá výsledkem precizní přípravy scénáře, výběru témat i predikce pravděpodobných linií rozhovorů.

## Žánry
Bernard Timberg dělí talk show na tři hlavní podžánry.
1. Early-morning news talk magazine show – ranní či dopolední vysílání, kde se prezentují novinky, zprávy, předpověď počasí a aktuální dopravní situace. Součástí je i zábava pro diváky a rozhovory s hosty. Tento typ je určen pro diváky, kteří mají televizi puštěnou jako zvukovou kulisu při snídani před odchodem do práce. V USA jde např. o The Today Show, v ČR pak o Snídani s Novou.[2]
2. Daytime audience-participation show – vysílají se během dne, zaměřují se zejména na ženské publikum, se kterým interaktivně participují. V USA jde o již ukončený pořad Oprah Winfrey, v Česku nemá adekvátní zastoupení, ale lze do této kategorie zařadit pořad Sama doma na České televizi či již nevysílané Áčko televize Nova.[2]
3. Late-night entertainment talk show – vysílá se v pozdních večerních hodinách. „Známý moderátor sedí za robustním dřevěným stolem a zpovídá celebritu, která propaguje svůj nejnovější počin.“ V USA mezi nejoblíbenější moderátory patří Johnny Carson, Jay Leno či David Letterman,[2] v České republice jde pak o Show Jana Krause či Show Leoše Mareše.

Toto rozdělení žánrů však nemusí platit. Neurčitost pojmu umožňuje tvůrcům vytvářet vlastní zpracování žánru, hybridy či další podžánry. Záleží na výběru osobnosti moderátora, hostů a diváků. Dále je možné televizní talk show dělit podle formátu, počtu hostů, moderátorů a témat.

## Struktura pořadu
Talk show se obvykle skládá z úvodního monologu moderátora, ten posléze promluví k divákům, načež si sedne ke stolu, kde vede rozhovory s hosty, které jsou prokládány scénkami a zábavnými videi. Na závěr se moderátor rozloučí poděkuje divákům.
Struktura pořadů se však liší podle vysílacího času, publika a obsahu. Ranní vysílání variuje mezi zábavou a zpravodajstvím. Daytime talk show se vysílá zpravidla odpoledne, cílí na divačky a zaměřuje se proto více na bulvární informace. Late night show pak probíhá aktuální témata.

## Některé české talk show
- Všechnopárty
- Show Jana Krause
- 7 pádů Honzy Dědka
- Na Pavláska
- Uvolněte se, prosím
- Koptashow
- Mr. GS
- TGM: Talkshow Geni a Míši
- Marta
- Na rudlu - parodie
- Talkshow Vítka Martince
- Luděk Staněk se baví...
- Distanc
- Hvězdná talkshow
- O papíry
- Zázraky přírody
- Tajemství těla
- Bolkoviny
- Vtip za stovku!
- Host dne
- TIKI-TAKA
- U Kulatého stolu
- Ruda Lejt Najt
- Karlos show
- Polívka na víně
- Host týdne - parodie
- Minišou Karla Šípa
- ROZHOVORista